# 马丁娜·卡拉罗
玛蒂娜·卡拉罗（義大利語：Martina Carraro，1993年6月21日—）生于利古里亚大区热那亚省热那亚，是一名意大利女子游泳运动员，主攻蛙泳。她一开始练习游泳时主攻蝶泳，后来开始专攻蛙泳。她原先和国家队选手盧卡·莱昂納迪交往，后来两人分手，2016年，她开始和另一名游泳选手法比奥·斯科佐里交往。